# Grand Tour (2024)
Grand Tour ist ein Spielfilm von Miguel Gomes aus dem Jahr 2024. Das Historiendrama handelt von einem englischen Kolonialbeamten, der im Asien des frühen 20. Jahrhunderts die Vermählung mit seiner Verlobten platzen lässt. Die Hauptrollen übernahmen Gonçalo Waddington und Crista Alfaiate. Die internationale Koproduktion zwischen Portugal, Italien und Frankreich wurde im Mai beim 77. Filmfestival von Cannes uraufgeführt.

## Handlung
Burma im Jahr 1917: Der britische Kolonialbeamte Edward erwartet in Rangun die Ankunft seiner Verlobten Molly. An diesem Tag soll auch die Hochzeit stattfinden. Der panische Edward lässt aber aus Feigheit die Vermählung platzen und flüchtet aus der Stadt. Er beginnt Asien zu bereisen und seine Panik weicht einer Melancholie. Er beginnt sich zu fragen, was aus Molly geworden ist. Molly wiederum hat sich über die Flucht von Edward eher amüsiert. Sie ist weiterhin fest dazu entschlossen, ihn zu heiraten und folgt seiner Spur.

## Entstehungsgeschichte
Grand Tour ist der neunte Spielfilm des vielfach preisgekrönten portugiesischen Regisseurs und Drehbuchautors Miguel Gomes. Das Drehbuch verfasste er gemeinsam mit Mariana Ricardo, Telmo Churro und Maureen Fazendeiro. Für die Hauptrollen verpflichtete er die portugiesischen Darsteller Gonçalo Waddington als Edward und Crista Alfaiate für den Part der Molly. Das Kamerateam bestand aus Sayombhu Mukdeeprom, Rui Poças sowie Gui Liang, für den es das Filmdebüt im europäischen Kino war. Setdesigner war der Filmarchitekt und Bühnenbildner Babi Targino. Die meisten Beteiligten hatten bereits an früheren Filmprojekten von Gomes zusammengearbeitet.
Vor den eigentlichen Dreharbeiten ab Februar 2023 begab sich der Regisseur mit seinem Team auf eine Forschungsreise durch verschiedene asiatische Länder. Während dieser Zeit dokumentierten sie filmisch ihren Alltag und legten ein Bild- und Tonarchiv an. Die finale Filmfassung von Grand Tour enthält Einstellungen der Forschungsreise, die mit Spielfilmszenen auf 16-mm-Film in Schwarzweiß kombiniert wurden. Der Dreh der Spielfilmszenen fand in Italien statt.
Der Film wurde von der portugiesischen Gesellschaft Uma Pedra No Sapato in Koproduktion mit Vivo Film (Italien), Shellac Sud und Cinema Defacto (beide Frankreich) in Zusammenarbeit mit The Match Factory (Deutschland), Rediance (China) und Creatps Inc. (Japan) produziert. Ebenfalls an dem Projekt beteiligt waren ZDF/ARTE und der portugiesische öffentlich-rechtliche Sender RTP.

## Veröffentlichung
Die Weltpremiere von Grand Tour erfolgte am 22. Mai 2024 im Hauptwettbewerb des 77. Filmfestivals von Cannes.
Ein Kinoverleih in Portugal ist durch Uma Pedra No Sapato, in Frankreich durch Shellac geplant.

## Auszeichnungen
Für Grand Tour erhielt Miguel Gomes seine erste Einladungen in den Wettbewerb um die Goldene Palme des Filmfestivals von Cannes, wo er mit dem Regiepreis geehrt wurde.
Im selben Jahr folge eine weitere Einladung in den Wettbewerb des Sydney Film Festivals.
Beim Chicago International Film Festival wurde er für die Regie und für den Schnitt ausgezeichnet, und beim Ghent International Film Festival war er für den Großen Preis nominiert und erhielt für seine Musik auch eine Auszeichnung.